# کتابخانه مازارین
کتابخانهٔ مازارین (فرانسوی| Bibliothèque Mazarine) قدیمی‌ترین کتابخانه عمومی فرانسه است. این کتابخانه در کرانهٔ کونتی (Conti) در ناحیهٔ ۶ پاریس واقع است و تحت نظر وزارت علوم و تحقیقات خدمات ارائه می‌دهد.
در قرن هفدهم، کاردینال مازارن کتابخانهٔ شخصی خود را وقف عموم کرد و به این ترتیب نخستین کتابخانهٔ عمومی در فرانسه ایجاد شد. تا ۱۶۶۰، این کتابخانه ۲۵٫۰۰۰ جلد کتاب داشت. که آن را به همراه کتابخانهٔ آمبروز میلان و آنجلیک روم یکی از سه‌کتابخانهٔ بزرگ اروپا می‌کرد. در طول انقلاب فرانسه، کتابخانه اجازه یافت به فعالیت خود ادامه دهد و حتی با عنایت انقلابیون بر حجم کتاب‌های آن به میزان چشمگیری اضافه شد.
امروزه این کتابخانه افزون بر ۶۰۰٬۰۰۰ جلد کتاب در زمینه‌های علمی و ادبی دارد که بخش قابل توجهی از آن نسخ‌های خطی منحصر بفرد است.
نسخه‌ای از انجیل گوتنبرگ موسوم به «انجیل مازارن» در این کتابخانه قرار دارد، که اصل آن در مخزن نگهداری می‌شود و بدلی از آن در سالن مطالعه گذاشته شده است.
در ساعات پایانی کار کتابخانه، امکان بازدید رایگان از مجموعه‌ها، سالن‌ها و آشنایی با نحوهٔ خدمات‌رسانی آن به همراه راهنما وجود دارد. دسترسی به کتابخانه همه روزه به جز شنبه، یکشنبه و روزهای تعطیل از ساعت ۱۰ صبح تا ۱۸ بعدازظهر برای عموم آزاد است. کتابخانه همچنین تابستان‌ها از اول تا پانزدهم اوت تعطیل است.